# Marcos Pontes
Marcos Cesar Pontes (Bauru, 11 maart 1963) is een Braziliaans ruimtevaarder en politicus. Zijn eerste en enige ruimtevlucht was Sojoez TMA-8, die begon op 30 maart 2006. De missie bracht bemanningsleden naar het Internationaal ruimtestation ISS voor ISS Expeditie 13. Met deze vlucht werd Pontes de eerste Braziliaan in de ruimte.
Pontes werd in 1998 geselecteerd door de Agência Espacial Brasileira (Braziliaanse Ruimtevaart Organisatie) om te trainen als astronaut. In 2009 voltooide hij zijn training. 
Sinds 2013 is Pontes actief in de Braziliaanse politiek, aanvankelijk voor de Socialistische Partij (PSB), in de periode 2018–2022 voor de Sociaal-Liberale Partij (PSL) en vervolgens voor de Liberale Partij (PL). Van 1 januari 2019 tot 30 maart 2022 was hij minister van Wetenschap, Technologie en Innovatie in de federale regering van president Jair Bolsonaro. Vanaf 1 februari 2023 zetelt hij namens de deelstaat São Paulo in de Braziliaanse senaat.